# Parco dei Fontanili (Capralba)
Il Parco dei Fontanili è un PLIS istituito dalla Provincia di Cremona nel 2003 ed ampliato nel 2006 e nel 2012

## Territorio
Si sviluppa sulla superficie territoriale di quattro comuni per un totale di 1.161 ettari.
Lo scopo del Parco è quello di salvaguardare principalmente le risorgive, con la flora e la fauna di questi microhabitat, nonché i manufatti storici e di pregio, come i ponti, le cascine, i mulini, le strutture idrauliche.
I Fontanili di Farinate sono stati scelti per diventare uno dei nuclei del progetto di educazione ambientale della Provincia di Cremona denominato "Il territorio come ecomuseo" .

## I fontanili

### Capralba
- Fontanile Benzona
- Fontanile Cimitero Est
- Fontanile Cimitero Ovest
- Fontanile delle Canne
- Fontanile delle Lotte
- Fontanile di Farinate
- Fontanile Maccherone
- Fontanile Ora
- Fontanile Oriola
- Fontanile Quaranta
- Fontanile Quarantina
- Fontanile Seredei

### Pieranica
- Fontanile Desgiò
- Fontanile Remortizzo

### Torlino Vimercati
- Fontanelle di Torlino
- Fontanile dell'Acquarossa nord
- Fontanile dell'Acquarossa di mezzo
- Fontanile dell'Acquarossa sud
- Fontanile dei Bornaci
- Fontanile delle Brede
- Fontanile Brede est
- Fontanile Brede ovest
- Fontanile Capri
- Fontanile del Cascinetto
- Fontanile Carrere[4]
- Fontanile del Cimitero di Torlino
- Fontanile del Depuratore
- Fontanone di Torlino
- Fontanile La Morta
- Fontanile Simonetta
- Fontanile Stafì (Staffini)
- Fontanile di Torlino
- Fontanile Torlino sud

### Vailate
- Fontana Bianca
- Fontana Betta
- Fontana Bugì
- Fontana Burlengo
- Fontana Carrere[4]
- Fontana dei Buchi
- Fontana dei Grassi
- Fontana della Guardia
- Fontana Fontanelle
- Fontana Monighèt
- Fontana Vallette
- Fontanile della Cà
- Fontanone dei Dossi